# Saint-Priest-Palus
Saint-Priest-Palus é uma comuna francesa na região administrativa da Nova Aquitânia, no departamento de Creuse. Estende-se por uma área de 10,64 km². Em 2010 a comuna tinha 55 habitantes (densidade: 5,2 hab./km²).